# Olle Blomqvist
Bernt Olle Ivar Blomqvist, född 11 juni 1928 i Växjö, död 19 mars 2016, var en svensk företagare som grundade postorderföretaget Ellos 1947.
Blomqvist växte upp  i Växjö under små omständigheter som son till en frånskild mor. Han började arbeta som springpojke åt en speceriaffär i staden och sålde tidningar vid tågen på Växjö station som han plockade från de avstannade tågen. Han relegerades från läroverket sedan han och en vän stulit en postanvisning vid tretton års ålder, men fick samma dag jobb på Borås Tidning.
Tillsammans med Lars Gustafsson grundade han postorderföretaget Ellos. Namnet Ellos kommer av grundarnas namn, Olle Blomqvist och Lars Gustafsson. De ville registrera företaget som LO:s, men fick inte det, då skrev de ut bokstäverna i stället, Ellos.  Det började med att Blomqvist köpte upp AB Trikåkompaniet 1958, som vid köpet hade 10 anställda men som snart hade 50.
År 1988 sålde han Ellos till Ica.